# Ley Libertador Simón Bolívar
La Ley Orgánica Libertador Simón Bolívar contra el Bloqueo Imperialista y en Defensa de la República Bolivariana de Venezuela es un proyecto ley aprobado en primera discusión el 28 de noviembre de 2024 por la V Legislatura de la Asamblea Nacional de Venezuela, de mayoría oficialista.
La legislación establece penas de entre 25 y 30 años de prisión y multas de hasta un millón de euros para las personas que apoyen o estén implicadas en sanciones contra el gobierno o las autoridades venezolanas. También establece la inhabilitación política de hasta 60 años y la posibilidad de juzgar a las personas in absentia (en ausencia) en caso de no acudir ante las autoridades.